# Georgetown (Alaska)
Georgetown es un área no incorporada ubicada en el área censal de Bethel en el estado estadounidense de Alaska.

## Geografía
Georgetown se encuentra ubicada en las coordenadas 61°53′38″N 157°43′4″O / 61.89389, -157.71778.